# Ministri dell'istruzione della Repubblica Italiana
I ministri dell'istruzione della Repubblica Italiana si sono avvicendati dal 1946 al 2001, dal 2006 al 2008 e dal 2020 in poi.

## Lista
| Ministro | Ministro         | Ministro                              | Partito                                                    | Governo          | Mandato           | Mandato           | Leg.             |
| Ministro | Ministro         | Ministro                              | Partito                                                    | Governo          | Inizio            | Fine              | Leg.             |
| --- | ---------------- | ------------------------------------- | ---------------------------------------------------------- | ---------------- | ----------------- | ----------------- | ---------------- |
| Pubblica istruzione |                  |                                       |                                                            |                  |                   |                   |                  |
| |                  | Guido Gonella (1905-1982)             | Democrazia Cristiana                                       | De Gasperi II    | 14 luglio 1946    | 2 febbraio 1947   | AC               |
| De Gasperi III | 2 febbraio 1947  | Guido Gonella (1905-1982)             | Democrazia Cristiana                                       | 1º giugno 1947   |                   |                   | AC               |
| De Gasperi IV | 1º giugno 1947   | Guido Gonella (1905-1982)             | Democrazia Cristiana                                       | 24 maggio 1948   |                   |                   | AC               |
| De Gasperi V | 24 maggio 1948   | Guido Gonella (1905-1982)             | Democrazia Cristiana                                       | 28 gennaio 1950  | I                 |                   |                  |
| De Gasperi VI | 28 gennaio 1950  | Guido Gonella (1905-1982)             | Democrazia Cristiana                                       | 26 luglio 1951   | I                 |                   |                  |
| |                  | Antonio Segni (1891-1972)             | Democrazia Cristiana                                       | De Gasperi VII   | I                 | 26 luglio 1951    | 16 luglio 1953   |
| |                  | Giuseppe Bettiol (1907-1982)          | Democrazia Cristiana                                       | De Gasperi VIII  | 16 luglio 1953    | 17 agosto 1953    | II               |
| |                  | Antonio Segni (1891-1972)             | Democrazia Cristiana                                       | Pella            | 17 agosto 1953    | 19 gennaio 1954   | II               |
| |                  | Egidio Tosato (1902-1984)             | Democrazia Cristiana                                       | Fanfani I        | 19 gennaio 1954   | 10 febbraio 1954  | II               |
| |                  | Gaetano Martino (1900-1967)           | Partito Liberale Italiano                                  | Scelba           | 10 febbraio 1954  | 19 settembre 1954 | II               |
| |                  | Giuseppe Ermini (1900-1981)           | Democrazia Cristiana                                       | Scelba           | 19 settembre 1954 | 6 luglio 1955     | II               |
| |                  | Paolo Rossi (1900-1985)               | Partito Socialista Democratico Italiano                    | Segni I          | 6 luglio 1955     | 20 maggio 1957    | II               |
| |                  | Aldo Moro (1916-1978)                 | Democrazia Cristiana                                       | Zoli             | 20 maggio 1957    | 2 luglio 1958     | II               |
| Fanfani II | 2 luglio 1958    | Aldo Moro (1916-1978)                 | Democrazia Cristiana                                       | 16 febbraio 1959 | III               |                   |                  |
| |                  | Giuseppe Medici (1907-2000)           | Democrazia Cristiana                                       | Segni II         | III               | 16 febbraio 1959  | 26 marzo 1960    |
| Tambroni | 26 marzo 1960    | Giuseppe Medici (1907-2000)           | Democrazia Cristiana                                       | 27 luglio 1960   | III               |                   |                  |
| |                  | Giacinto Bosco (1905-1997)            | Democrazia Cristiana                                       | Fanfani III      | III               | 27 luglio 1960    | 22 febbraio 1962 |
| |                  | Luigi Gui (1914-2010)                 | Democrazia Cristiana                                       | Fanfani IV       | III               | 22 febbraio 1962  | 22 giugno 1963   |
| Leone I | 22 giugno 1963   | Luigi Gui (1914-2010)                 | Democrazia Cristiana                                       | 5 dicembre 1963  | IV                |                   |                  |
| Moro I | 5 dicembre 1963  | Luigi Gui (1914-2010)                 | Democrazia Cristiana                                       | 23 luglio 1964   | IV                |                   |                  |
| Moro II | 23 luglio 1964   | Luigi Gui (1914-2010)                 | Democrazia Cristiana                                       | 24 febbraio 1966 | IV                |                   |                  |
| Moro III | 24 febbraio 1966 | Luigi Gui (1914-2010)                 | Democrazia Cristiana                                       | 25 giugno 1968   | IV                |                   |                  |
| |                  | Giovanni Battista Scaglia (1910-2006) | Democrazia Cristiana                                       | Leone II         | 25 giugno 1968    | 13 dicembre 1968  | V                |
| |                  | Fiorentino Sullo (1921-2000)          | Democrazia Cristiana                                       | Rumor I          | 13 dicembre 1968  | 24 marzo 1969     | V                |
| |                  | Mario Ferrari Aggradi (1916-1997)     | Democrazia Cristiana                                       | Rumor I          | 24 marzo 1969     | 6 agosto 1969     | V                |
| Rumor II | 6 agosto 1969    | Mario Ferrari Aggradi (1916-1997)     | Democrazia Cristiana                                       | 28 marzo 1970    |                   |                   | V                |
| |                  | Riccardo Misasi (1932-2000)           | Democrazia Cristiana                                       | Rumor III        | 28 marzo 1970     | 6 agosto 1970     | V                |
| Colombo | 7 agosto 1970    | Riccardo Misasi (1932-2000)           | Democrazia Cristiana                                       | 16 febbraio 1972 |                   |                   | V                |
| Andreotti I | 18 febbraio 1972 | Riccardo Misasi (1932-2000)           | Democrazia Cristiana                                       | 26 giugno 1972   |                   |                   | V                |
| |                  | Oscar Luigi Scalfaro (1918-2012)      | Democrazia Cristiana                                       | Andreotti II     | 26 giugno 1972    | 8 luglio 1973     | VI               |
| |                  | Franco Maria Malfatti (1927-1991)     | Democrazia Cristiana                                       | Rumor IV         | 8 luglio 1973     | 15 marzo 1974     | VI               |
| Rumor V | 15 marzo 1974    | Franco Maria Malfatti (1927-1991)     | Democrazia Cristiana                                       | 23 novembre 1974 |                   |                   | VI               |
| Moro IV | 23 novembre 1974 | Franco Maria Malfatti (1927-1991)     | Democrazia Cristiana                                       | 12 febbraio 1976 |                   |                   | VI               |
| Moro V | 12 febbraio 1976 | Franco Maria Malfatti (1927-1991)     | Democrazia Cristiana                                       | 30 luglio 1976   |                   |                   | VI               |
| Andreotti III | 30 luglio 1976   | Franco Maria Malfatti (1927-1991)     | Democrazia Cristiana                                       | 13 marzo 1978    | VII               |                   |                  |
| |                  | Mario Pedini (1918-2003)              | Democrazia Cristiana                                       | Andreotti IV     | VII               | 13 marzo 1978     | 21 marzo 1979    |
| |                  | Giovanni Spadolini (1925-1994)        | Partito Repubblicano Italiano                              | Andreotti V      | VII               | 21 marzo 1979     | 5 agosto 1979    |
| |                  | Salvatore Valitutti (1907-1992)       | Partito Liberale Italiano                                  | Cossiga I        | 5 agosto 1979     | 4 aprile 1980     | VIII             |
| |                  | Adolfo Sarti (1928-1992)              | Democrazia Cristiana                                       | Cossiga II       | 4 aprile 1980     | 18 ottobre 1980   | VIII             |
| |                  | Guido Bodrato (1933-2023)             | Democrazia Cristiana                                       | Forlani          | 18 ottobre 1980   | 28 giugno 1981    | VIII             |
| Spadolini I | 28 giugno 1981   | Guido Bodrato (1933-2023)             | Democrazia Cristiana                                       | 23 agosto 1982   |                   |                   | VIII             |
| Spadolini II | 23 agosto 1982   | Guido Bodrato (1933-2023)             | Democrazia Cristiana                                       | 1º dicembre 1982 |                   |                   | VIII             |
| |                  | Franca Falcucci (1926-2014)           | Democrazia Cristiana                                       | Fanfani V        | 1º dicembre 1982  | 4 agosto 1983     | VIII             |
| Craxi I | 4 agosto 1983    | Franca Falcucci (1926-2014)           | Democrazia Cristiana                                       | 1º agosto 1986   | IX                |                   |                  |
| Craxi II | 1º agosto 1986   | Franca Falcucci (1926-2014)           | Democrazia Cristiana                                       | 18 aprile 1987   | IX                |                   |                  |
| Fanfani VI | 18 aprile 1987   | Franca Falcucci (1926-2014)           | Democrazia Cristiana                                       | 29 luglio 1987   | IX                |                   |                  |
| |                  | Giovanni Galloni (1927-2018)          | Democrazia Cristiana                                       | Goria            | 29 luglio 1987    | 13 aprile 1988    | X                |
| De Mita | 13 aprile 1988   | Giovanni Galloni (1927-2018)          | Democrazia Cristiana                                       | 23 luglio 1989   |                   |                   | X                |
| |                  | Sergio Mattarella (1941)              | Democrazia Cristiana                                       | Andreotti VI     | 23 luglio 1989    | 27 luglio 1990    | X                |
| |                  | Gerardo Bianco (1931-2022)            | Democrazia Cristiana                                       | Andreotti VI     | 27 luglio 1990    | 13 aprile 1991    | X                |
| |                  | Riccardo Misasi (1932-2000)           | Democrazia Cristiana                                       | Andreotti VII    | 13 aprile 1991    | 28 giugno 1992    | X                |
| |                  | Rosa Russo Iervolino (1936)           | Democrazia Cristiana Partito Popolare Italiano             | Amato I          | 28 giugno 1992    | 29 aprile 1993    | XI               |
| Ciampi | 29 aprile 1993   | Rosa Russo Iervolino (1936)           | Democrazia Cristiana Partito Popolare Italiano             | 11 maggio 1994   |                   |                   | XI               |
| |                  | Francesco D'Onofrio (1939)            | Centro Cristiano Democratico                               | Berlusconi I     | 11 maggio 1994    | 17 gennaio 1995   | XII              |
| |                  | Giancarlo Lombardi (1937-2017)        | Indipendente                                               | Dini             | 17 gennaio 1995   | 18 maggio 1996    | XII              |
| |                  | Luigi Berlinguer (1932-2023)          | Partito Democratico della Sinistra Democratici di Sinistra | Prodi I          | 17 maggio 1996    | 21 ottobre 1998   | XIII             |
| D'Alema I | 21 ottobre 1998  | Luigi Berlinguer (1932-2023)          | Partito Democratico della Sinistra Democratici di Sinistra | 22 dicembre 1999 |                   |                   | XIII             |
| D'Alema II | 22 dicembre 1999 | Luigi Berlinguer (1932-2023)          | Partito Democratico della Sinistra Democratici di Sinistra | 25 aprile 2000   |                   |                   | XIII             |
| |                  | Tullio De Mauro (1932-2017)           | Indipendente                                               | Amato II         | 26 aprile 2000    | 11 giugno 2001    | XIII             |
| Accorpamento con il Ministero dell'università e della ricerca scientifica e tecnologica e costituzione del Ministero dell'istruzione, dell'università e della ricerca (2001-2006). |                  |                                       |                                                            |                  |                   |                   |                  |
| Ricostituzione del ministero, con scorporo del Ministero dell'università e della ricerca (2006-2008).                                                                              |                  |                                       |                                                            |                  |                   |                   |                  |
| Pubblica istruzione |                  |                                       |                                                            |                  |                   |                   |                  |
| |                  | Giuseppe Fioroni (1958)               | La Margherita Partito Democratico                          | Prodi II         | 17 maggio 2006    | 8 maggio 2008     | XV               |
| Accorpamento con il Ministero dell'università e della ricerca e ricostituzione del Ministero dell'istruzione, dell'università e della ricerca (2008-2020).                         |                  |                                       |                                                            |                  |                   |                   |                  |
| Ricostituzione come ministero dell'istruzione, con scorporo del Ministero dell'università e della ricerca (dal 2020).                                                              |                  |                                       |                                                            |                  |                   |                   |                  |
| Istruzione |                  |                                       |                                                            |                  |                   |                   |                  |
| |                  | Lucia Azzolina (1982)                 | Movimento 5 Stelle                                         | Conte II         | 10 gennaio 2020   | 13 febbraio 2021  | XVIII            |
| |                  | Patrizio Bianchi (1952)               | Indipendente                                               | Draghi           | 13 febbraio 2021  | 22 ottobre 2022   | XVIII            |
| Istruzione e merito |                  |                                       |                                                            |                  |                   |                   |                  |
| |                  | Giuseppe Valditara (1961)             | Lega                                                       | Meloni           | 22 ottobre 2022   | in carica         | XIX              |